# Maccabi Ironi Ashdod FC
El Maccabi Ironi Ashdod FC (en hebreo: מכבי עירוני אשדוד‎) es un equipo de fútbol de Israel, Propiedad de los aficionados. que juega en la Liga Alef, la Tercera liga de fútbol en el país.

## Historia
Fue fundado en el año 1961 en la ciudad de Ashdod por la Maccabi Ashdod Sports Association como Maccabi Ashdod. En 1981 decidieron fusionarse con el Beitar Ashdod y crear al Maccabi Ironi Ashdod.
En la temporada 1992/93 lograron ascender a la Liga Leumit por primera vez en su historia, aunque el club descendió en la temporada 1994/95.
Retornaron en la temporada 1996/97 a la máxima categoría hasta que en mayo de 1999 decidieron fusionarse con el Hapoel Ashdod FC y crear al FC Ashdod.

### Reconstruyendo el club

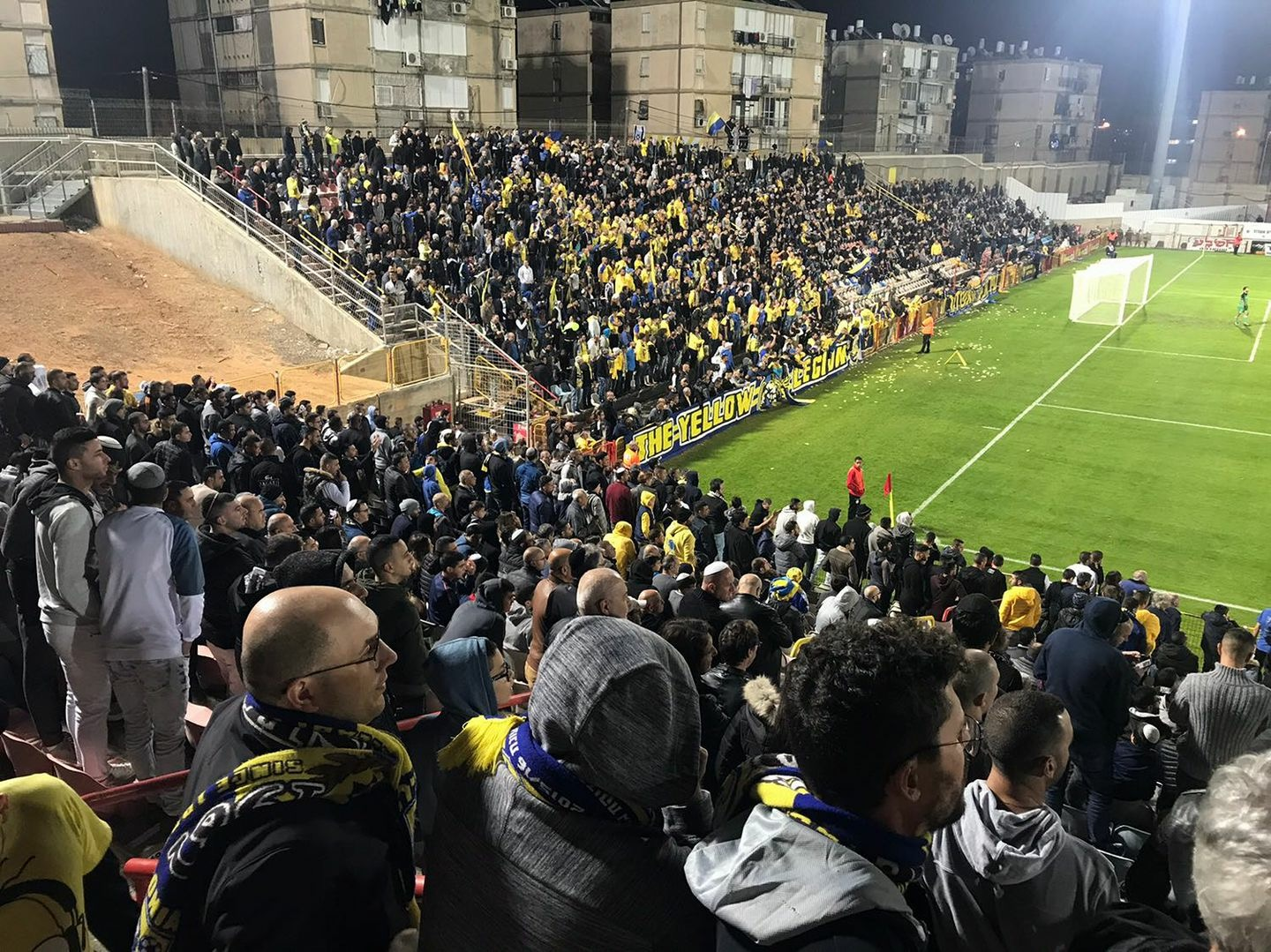
Los aficionados del club. En el juego de derby Ashdod.

En marzo de 2015, los aficionados nos organizamos para restablecer el club. 
Algunos de ellos decidieron protestaron contra el presidente del FC Ashdod Jacky Ben-Zaken, al punto que en los partidos apoyaban a los rivales del FC Ashdod, esto porque el presidente decidió que el FC Ashdod decidiera cambiar los colores del club y usar el color rojo, color del rival Hapoel Ashdod FC.
El 14 de abril, se fundó la nueva asociación. luego que los aficionados del Ironi Ashdod decidieran refundar al club para la temporada 2015/16 en la Liga Gimel. (La última liga en Israel)
Al final de la primera temporada, el equipo se trasladó a la liga Bet.
Al final de la temporada de juegos 2018/2019, el equipo ascendió a la liga Alef.